# Pelion Mountain
Der Pelion Mountain ist ein 2312 m hoher Berg mit einer Schartenhöhe von 707 m im Südwesten der kanadischen Provinz British Columbia.

## Geographie
Der Pelion Mountain liegt in der Tantalus Range im Tantalus Provincial Park. Er liegt 21 km nordwestlich von Squamish, 800 m östlich des Ossa Mountain und 5,5 km nordnordwestlich des Mount Tantalus (2603 m), des nächsthöheren Berges und gleichzeitig des höchsten Gipfels in der Tantalus Range.
Namenlose Gletscher umgeben den Gipfel, und die Abflüsse der Niederschläge vom Berg fließen in Zuflüsse des Squamish River und des Clowhom River.

## Geschichte
Die Erstbesteigung wurde 1944 durch V. Brink und B. McLellan ausgeführt. Die Namen der Berge in der Tantalus Range haben ihren Ursprung in der griechischen Mythologie; der Pelion Mountain wurde nach dem legendären Berg Pelion im antiken Thessalien benannt, von dem es heißt, die Aloiden hätten den Pelion und den Ossa auf den Olymp gestülpt, um in den Himmel zu steigen und die Götter zu entthronen. Das Toponym des Berges wurde am 6. Juni 1957 vom Geographical Names Board of Canada offiziell anerkannt.

## Klima
In Bezug auf die Klimaklassifikation nach Köppen und Geiger herrscht am Pelion Mountain ein Westseiten-Seeklima. Die meisten Wetterfronten stammen vom Pazifik und bewegen sich ostwärts auf die Coast Mountains zu, wo sie durch die Berge zum  Aufsteigen (Windstau) gezwungen werden, was wiederum dazu führt, dass die enthaltene Feuchtigkeit in Form von Regen oder Schnee abgegeben wird. Im Ergebnis führt das zu hohen Niederschlägen in den Coast Mountains, insbesondere zu starken Schneefällen im Winter. Die Temperaturen können unter −20 °C fallen, unter Berücksichtigung von Windchill-Einfluss unter −30 °C. Die Monate Juli bis September bieten die besten Wetterbedingungen für einen Aufstieg.

## Kletterrouten
Am Pelion Mountain sind folgende Kletterrouten etabliert:
- über den Südwestgrat – YDS-Klasse 3 – Erstbesteigung 1944
- über den Nordwestgrat – YDS-Klasse 3 – erstmals begangen 1968
- über den Nordostgrat – YDS-Klasse 3 – erstmals begangen 1969
- über die Nordwand – YDS-Klasse 3

Die Zugänge können über den Sigurd Creek Trail oder den Pokosha Creek erreicht werden.

## Galerie

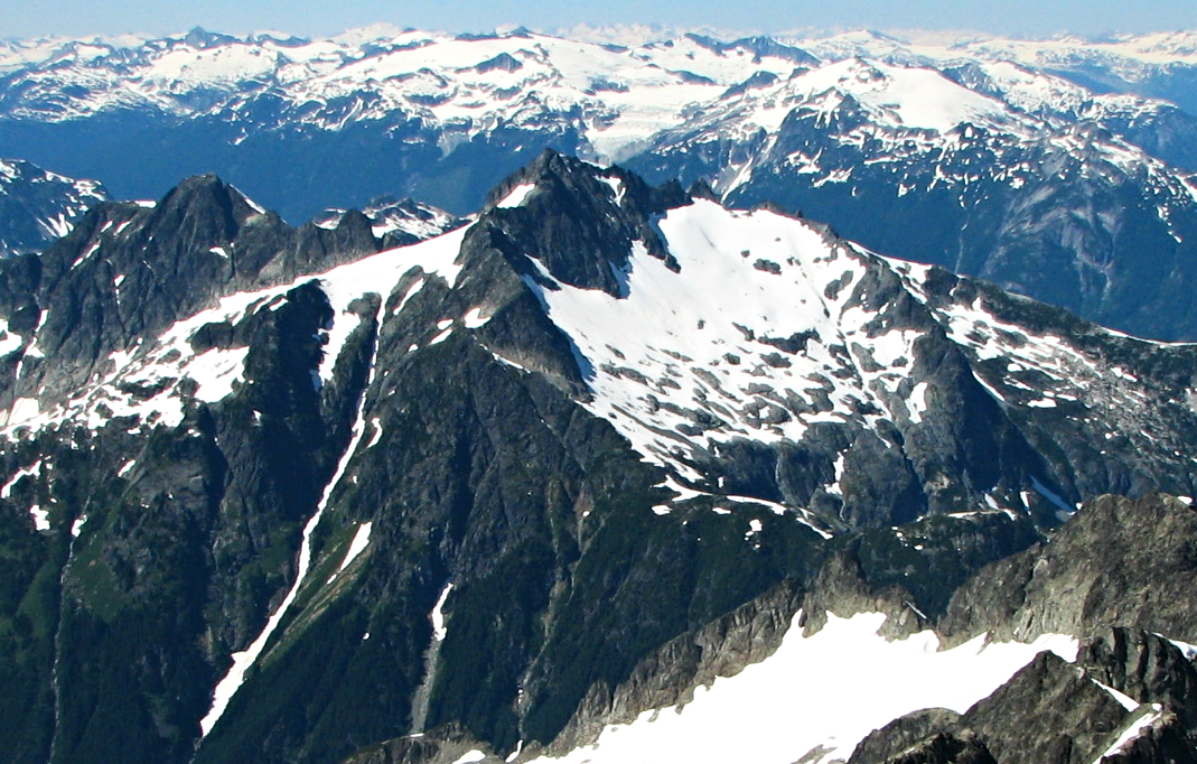
Pelion Mountain vom Gipfel des Mount Tantalus aus